# Google定位
Google Latitude（中国大陆官方译名：谷歌纵横，台灣、香港官方译名：Google 定位）是由Google开发的显示用户地理位置的移动设备软件。“Google 定位”让手机用户允许特定的人跟踪他们的地理位置。通过用户自己的Google账户，他们的位置显示在Google Maps上。用户可以控制其他用户可以查看他们位置的精度和细节——确切位置或者仅所在城市。出于隐私考虑，用户可以关闭它，或者手动指定一个地理位置。用户必须选择加入“Google 定位”，并且只能看到允许他们看到自己位置的好友的位置。
2005年Google收购的Dodgeball，使用短信提供了类似的服务。“Google 定位”将服务扩展至了个人电脑上，并且在手机上通过Cell-ID、蜂窝定位和 GPS自动检测地理位置。
2013年7月10日，Google在官方博客中宣布 Google Latitude 将会停止服务，类似的功能已经存在于Google+中。 Google Latitude 已于2013年8月9日停止服务，包括： Google Maps for Android 、 Latitude for iPhone 、 Latitude API 、 公开位置显示图、 iGoogle 挂件、 Latitude 网页。

## 隐私担忧
鉴于地理位置隐私担忧， Google 宣布“Google 定位”会用用户的新地理位置覆盖其前一个地理位置，不会记录提供给“Google 定位”的地理位置。即便如此，Latitude 用户可以选择保留他们“Google 定位”的地理位置历史记录。在2010年5月末， Google 发布了一个 API 在用户同意的情况下允许应用程序使用 Latitude 数据。

## 兼容性
Google Latitude 兼容大多数运行Android、BlackBerry OS、Windows Mobile、S60 和 iOS 的设备。
起初 Google 在 Latitude 页面承诺 Latitude 会在 Java ME 设备上可用，但是这个声明后来从网站上移除。在一些平台上， Latitude 可以在 Latitude 应用程序没有在使用的时候在后台持续更新用户的地理位置，在另一些平台上则只能在 Latitude 应用程序在使用的时候更新。
Sony Ericsson W995, C903, C510 和 Satio 手机在它们内置的Google Maps应用程序中支持“Google 定位”。虽然这是一个 Java ME 应用程序，但是不能下载以在其他手机上使用。